# Gottfried Kirch
Gottfried Kirch (também Kirche, Kirkius) (Guben, 18 de dezembro de 1639 — Berlim, 25 de julho de 1710) foi um astrônomo alemão.
Filho de um sapateiro em Guben, Eleitorado da Saxônia, Kirch trabalhou inicialmente produzindo calendários na Saxônia e na Francônia. Começou a aprender astronomia em Jena, e foi aluno de Johannes Hevelius em Gdańsk, onde em 1667 publicou calendários e construiu diversos telescópios e outros instrumentos.
Em 1686 foi para Leipzig, onde observou o Grande Cometa de 1686, juntamente com Christoph Arnold. Em Leipzig Kirch conheceu sua segunda mulher, Maria Margaretha Kirch, que havia aprendido astronomia com Arnold. Em 1686 criou e cartografou a agora obsoleta constelação Sceptrum Brandenburgicum. Mais tarde, em 1699, observou o cometa 55P/Tempel–Tuttle, porém sua observação não foi reconhecida até análise posterior por Joachim Schubart.
Em 1700, Kirch foi indicado por Frederico I da Prússia o primeiro astrônomo da Sociedade Real de Ciências do Reino da Prússia.
Kirch estudou a estrela dupla Mizar, e descobriu o Aglomerado do Pato Selvagem e Messier 5. Descobriu em 1686 a mira variável Chi Cygni.
Faleceu em Berlim com setenta anos de idade. A cratera lunar Kirch e o asteroide 6841 Gottfriedkirch foram denominados em sua homenagem.